# Mordellistena bogorensis
Mordellistena bogorensis es una especie de coleóptero de la familia Mordellidae.

## Distribución geográfica
Habita en Bogor (Indonesia).